# Phalacrocera messura
Phalacrocera messura är en tvåvingeart som beskrevs av Alexander 1972. Phalacrocera messura ingår i släktet Phalacrocera och familjen mellanharkrankar. Inga underarter finns listade i Catalogue of Life.